# 세계 올라운드 스피드스케이팅 선수권 대회
세계 올라운드 스피드 스케이팅 선수권 대회(World All-Round Speed Skating Championships)는 해마다 열리는 국제 스피드 스케이팅 대회이다. 남자 대회는 1893년부터 여자 대회는 1936년부터 열렸다. 남자와 여자 대회가 같은 날 같은 경기장에서 열리기 시작한 것은 1996년부터이다.

## 같이 보기
- 세계 스프린트 스피드스케이팅 선수권 대회
- 올림픽 스피드스케이팅